# God Defend New Zealand

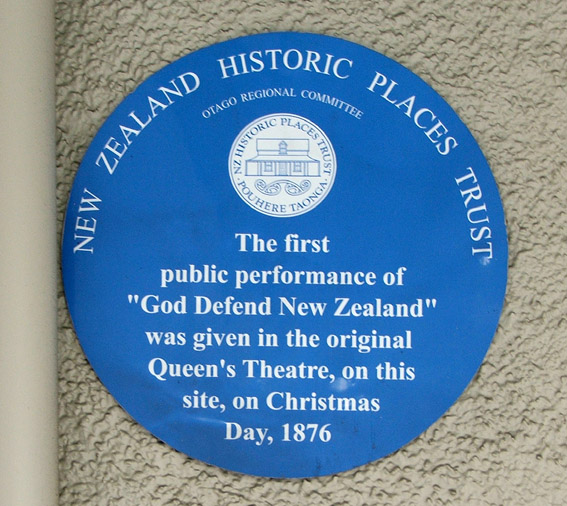
Plakette des New Zealand Historic Places Trust am Ort der Uraufführung von God Defend New Zealand

God Defend New Zealand ist – gleichberechtigt mit God Save the King – eine der Nationalhymnen Neuseelands.
Der englische Text stammt von Thomas Bracken (1843–1898). Die Melodie wurde 1876 von John Joseph Woods (1849–1934) komponiert.
Bei offiziellen Anlässen wird nur die jeweils erste Strophe des Māori Textes und nachfolgend des englischen Textes gesungen. Die Māori-Version ist keine Übersetzung der englischen Version.

## God Defend New Zealand (englische Version)
God of Nations at Thy feet,

In the bonds of love we meet,

Hear our voices, we entreat,

God defend our free land.

Guard Pacific’s triple star

From the shafts of strife and war,

Make her praises heard afar,

God defend New Zealand.

Men of every creed and race,

Gather here before Thy face,

Asking Thee to bless this place,

God defend our free land.

From dissension, envy, hate,

And corruption guard our state,

Make our country good and great,

God defend New Zealand.

Peace, not war, shall be our boast,

But, should foes assail our coast,

Make us then a mighty host,

God defend our free land.

Lord of battles in Thy might,

Put our enemies to flight,

Let our cause be just and right,

God defend New Zealand.

Let our love for Thee increase,

May Thy blessings never cease,

Give us plenty, give us peace,

God defend our free land.

From dishonour and from shame,

Guard our country’s spotless name,

Crown her with immortal fame,

God defend New Zealand.

May our mountains ever be

Freedom’s ramparts on the sea,

Make us faithful unto Thee,

God defend our free land.

Guide her in the nations’ van,

Preaching love and truth to man,

Working out Thy glorious plan,

God defend New Zealand.
mch.govt.nz

## God Defend New Zealand (Māori-Version)
E Ihowā Atua,

O ngā iwi mātou rā

Āta whakarangona;

Me aroha noa

Kia hua ko te pai;

Kia tau tō atawhai;

Manaakitia mai

Aotearoa

Ōna mano tāngata

Kiri whero, kiri mā,

Iwi Māori, Pākehā,

Rūpeke katoa,

Nei ka tono ko ngā hē

Māu e whakaahu kē,

Kia ora mārire

Aotearoa

Tōna mana kia tū!

Tōna kaha kia ū;

Tōna rongo hei pakū

Ki te ao katoa

Aua rawa ngā whawhai

Ngā tutū e tata mai;

Kia tupu nui ai

Aotearoa

Waiho tona takiwā

Ko te ao mārama;

Kia whiti tōna rā

Taiāwhio noa.

Ko te hae me te ngangau

Meinga kia kore kau;

Waiho i te rongo mau

Aotearoa

Tōna pai me toitū

Tika rawa, pono pū;

Tōna noho, tāna tū;

Iwi nō Ihowā.

Kaua mōna whakamā;

Kia hau te ingoa;

Kia tū hei tauira;

Aotearoa
mch.govt.nz

## Deutsche Übersetzung der englischen Version (Gott beschütze Neuseeland)
Gott der Nationen zu Deinen Füßen,

Im Band der Liebe begegnen wir uns,

Höre unsere Stimmen, wir ersuchen Dich,

Gott beschütze unser freies Land.

Bewache des Pazifiks Dreigestirn,

Gegen die Speere des Streits und des Krieges,

Lasse dessen Lob von weit her hören,

Gott beschütze Neuseeland.

Menschen jeden Glaubens und jeder Rasse,

Versammeln sich hier vor Deinem Angesicht,

Bitten Dich, diesen Ort zu segnen,

Gott beschütze unser freies Land.

Vor Zwietracht, Neid, Hass,

Und Korruption bewache unseren Staat,

Mache unser Land gut und groß,

Gott beschütze Neuseeland.

Friede, nicht Krieg, soll unser Ruhm sein,

Aber, sollten Feinde unsere Küste angreifen,

Mache aus uns ein mächtiges Heer,

Gott beschütze unser freies Land.

Herr der Schlachten schlage mit Deiner Macht,

Unsere Feinde in die Flucht,

Lass unser Streben gerecht und rechtens sein,

Gott beschütze Neuseeland.

Lass unsere Liebe zu Dir sich mehren,

Mögen Deine Segen nie versiegen,

Gib uns Reichtum, gib uns Frieden,

Gott beschütze unser freies Land.

Vor Ehrlosigkeit und Schande

bewache unseres Landes makellosen Ruf,

Kröne es mit unsterblichem Ruhm,

Gott beschütze Neuseeland.

Mögen unsere Berge ewig sein

Der Freiheit Schutzwälle über dem Meer,

Mache uns Dir treu,

Gott beschütze unser freies Land.

Führe es in der Vorhut der Nationen,

Den Menschen Liebe und Wahrheit predigend,

Deinen glorreichen Plan ausführend,

Gott beschütze Neuseeland.

## Deutsche Übersetzung der māorischen Version
Oh Herr, Gott

aller Menschen,

erhöre uns,

liebe uns,

auf dass Gutes gedeihe,

dass dein Segen über uns komme,

verteidige Neuseeland.

Lass alle Menschen,

rote Haut, weiße Haut,

Māori, Pākehā,

vor dir zusammenkommen,

dass all unsere Sünden, wie wir erbeten,

vergeben sein mögen,

so dass wir lange leben mögen,

Neuseeland.

Auf dass es immer angesehen sei,

auf dass es von Dauerhaftigkeit sei,

dass sein Ruhm weithin erschallen möge,

lasse weder Streit

noch Uneinigkeit folgen,

auf dass es für immer groß sei,

Neuseeland.

Lasse seine Lande

immer erleuchtet sein,

lasse dort

Neid und Uneinigkeit

beseitigt sein,

lasse Frieden regieren

in Neuseeland.

Lasse sein Gutes von Dauer sein,

Rechtschaffenheit und Ehrlichkeit herrschen,

unter den Völkern Gottes

lass es nie beschämt sein,

sondern lass seinen Namen bekannt sein

und lass andere uns nacheifern,

Neuseeland.

## Copyright
Das Copyright für die englischen Texte von „God Defend New Zealand“ erlosch 50 Jahre nach dem Tod des Autors (Bracken), also ab dem 1. Januar 1949. Die Rechte an der Partitur gingen in den 1980er Jahren an die Öffentlichkeit über.